# رسولوو
رسولوو (انگلیسی: Rasulevo) یک شهرک در شهرستان اوچالینسکی استان باشقیرستان کشور روسیه است.